# Chiteiki
Chiteiki o Chitei no ki (池亭記? letteralmente "memorie del padiglione sullo stagno") è uno zuihitsu (raccolta di pensieri sparsi, spesso tradotto come "miscellanea") scritto in stile kanbun da Yoshishige no Yasutane nel 982, contenuto nel 12° volume dello Honchō monzui.

## Struttura e contenuto
Yasutane scrive di essersi ispirato ad un'opera omonima di Kane Akira e al Chí shàng piān di Bái Jūyì. Il testo di Yasutane si divide in due parti. Nella prima vengono illustrati alcuni problemi di carattere sociale, in particolare quelli che affliggono la capitale Kyōto. Yasutane scrive che la maggior parte della popolazione si è concentrata sul lato orientale della città, lasciando la parte occidentale abbandonata e in rovina. Nella seconda parte del Chiteiki, un disilluso Yasutane decide di costruire un piccolo eremo nella zona occidentale della capitale, quella abbandonata, dove potrà trascorrere i suoi giorni libero dalle tribolazioni della vita mondana.

## L'importanza dell'opera
Il Chiteiki è uno dei testi più rappresentativi dello stile kanbun intorno alla metà del periodo Heian. È inoltre considerato una risorsa preziosa per comprendere stili e modi di vita dei giapponesi che vivevano nella capitale in quel periodo.
Gli studiosi ritengono che il Chiteiki sia stata una delle fonti d'ispirazione principali dello Hōjōki di Kamo no Chōmei: entrambi trattano delle tristi vicissitudini della vita nella capitale, e le gioie di una vita eremitica. Inoltre nello Hōjōki sono presenti diversi passaggi che ricalcano da vicino l'opera di Yasutane.